# Плановая улица (Новосибирск)
У́лица Пла́новая — улица в Заельцовском районе Новосибирска. Начинается от перекрёстка с улицей Дуси Ковальчук и улицей Нарымской, вместе с которой образуют непрерывную прямую дорогу. Пересекает улицу Тимирязева и заканчивается, образуя перекрёсток с улицами Жуковского и Стасова.

## Достопримечательности
На перекрёстке улицы Плановой с улицами Жуковского и Стасова располагается главный вход в Новосибирский зоопарк.

## Организации
- ЛЕТО, детский плавательный бассейн
- Spar, супермаркет
- Магнит, супермаркет

## Транспорт
Общественный транспорт, курсирующий по улице, представлен маршрутными такси № 11 и № 28, а также одним маршрутом троллейбуса № 2.

Остановки

- Плановая
- Зоопарк